# Ludwig Friedrich Otto Baumgarten-Crusius
Ludwig Friedrich Otto Baumgarten-Crusius, född den 31 juli 1788 i Merseburg, död den 31 maj 1843 i Jena, var en tysk evangelisk teolog. Han var bror till Carl Wilhelm Baumgarten-Crusius.
Baumgarten-Crusius, som var professor vid Jenas universitet, intog som teolog en självständig ställning både gentemot repristinationsteologin och den "vulgära" rationalismen. Av hans många skrifter är de viktigaste ägnade dogmatiken, som Grundriss der evangelisch-kirchlichen Dogmatik (1830), Lehrbuch der Dogmengeschichte (1831–32) och Compendium der Dogmengeschichte (1840, fullbordad av hans vän Karl Hase). Baumgarten-Crusius exegetiska arbeten över Nya testamentet utgavs efter hans död (1845). "B. var", skriver Hjalmar Holmquist i Nordisk Familjebok, "mild och fridsam och som teolog en af tidens skarpsinnigaste".